# عليق أسود
توت العليق الأسود أو توت الغابة هي ثمار صالحة للأكل وهو من أنواع العليق، ومن طائفة الورديات والفصيلة التوتية.

## الوصف
يتم تمييز التوت الأسود عن التوت البري بواسطة طريقة القطف أو الجني. فالتوت الأسود يتم قطفه بالسويقة خاصته (تصغير ساق)، ولكن التوت البري يتم قطفه من دون السويقة مما يترك تجويفا على سطح التوت.
مصطلح "bramble" والتي تعني شجيرات متشابكة خشنة مع سيقان شائكة، هي كلمة تشير لأي غشاء غير قابل للاختراق، تم تطبيقه بشكل تقليدي على التوت الأسود أو منتجاته، على الرغم من أنه ينطبق في الولايات المتحدة على جميع أنواع العليق. في الولايات المتحدة الغربية، يستخدم مصطلح Caneberry للإشارة إلى العليق والتوت كمجموعة واحدة بدلاً من مصطلح bramble. من الناحية النباتية، يطلق عليها ثمرة مجمعة، تتألف من حبيبات صغيرة. وهي مجموعة منتشرة ومعروفة من أكثر من 375 نوعًا، كثير منها يرتبط ارتباطًا وثيقًا بالغ الصغر في جميع أنحاء أوروبا، وشمال غرب إفريقيا، ووسط وغرب آسيا المعتدلة، وأمريكا الشمالية والجنوبية.

## الخصائص النباتية
التوت الأسود من النباتات المعمرة التي عادة ما تحمل السيقان («العصي») من نظام الجذر المعمر.
في عامه الأول، ينمو جذع جديد، وهو primocane، بقوة إلى طوله الكامل من 3 إلى 6 أمتار (في بعض الحالات، حتى 9 أمتار)، يتأرجح على الأرض ويحمل أوراقًا كبيرة بشكل متجانس مع خمسة أو سبعة ورقات في السويقة الواحدة.و لا تنتج أي زهور. في عامه الثاني، يصبح القصب عبارة عن فلوركان، ولا ينمو الجذع ولا يزداد طوله، ولكن البراعم الجانبية تتكسر لتنتج زهورا جانبية (تحتوي على أوراق صغيرة تحتوي على ثلاث أو خمس وريقات).عادةً ما تحتوي براعم الفئتين الأولى والثانية على العديد من الحُبيبات الشائكة القصيرة والمنحنية الحادة والتي غالباً ما يطلق عليها خطأ الشوك. يمكن لهذه الحبيبات أن تمزق من خلال الدينم بكل سهولة وتجعل من الصعب جدًا على النبات أن يتحرك. تم تطوير أصناف خالية من هذه الشوائب والحبيبات الشائكة. طورت جامعة أركنساس ثمار التوت الأسود التي تزرع في primocane (القصب الأولي) والتي تنمو وتزهر خلال السنة الأولى تماما مثلما تفعل ثمار التوت الأحمر.
تشكل النباتات الناضجة غير المدارة مجموعة سيقان وجذوع متشابكة، وهي الفروع المتأصلة من طرف العقدة على العديد من الأنواع عندما تصل إلى الأرض. تتكاثف الشجيرات، التي تنمو بقوة في الغابات، والفرك، وسفوح التلال، والشجيرات، وتتغذى على التربة الفقيرة، وتستعمر الأراضي القاحلة والخنادق، والفضلات الفارغة.
يتم إنتاج الزهور في أواخر الربيع وأوائل الصيف على هيئة عناقيد قصيرة. يبلغ قطر كل زهرة حوالي 2-3 سم مع خمسة بتلات بيضاء أو شاحبة.
تتطور الحبيبات فقط بواسطة البويضات التي يتم تخصيبها من قبل الأمشاج الذكور من حبوب اللقاح. السبب الأكثر احتمالا للبويضات الغير مطورة هو أن الملقحات غير كافية. حتى التغيير الطفيف في الظروف، مثل يوم ممطر أو يوم حار جدًا تجعل الظروف صعبة للنحل للعمل بعد الصباح الباكر، مما يقلل من عدد زيارات النحل إلى الزهرة، ويقلل من جودة الفاكهة. وقد يكون تطوير الحبيبات الغير مكتمل إشارة لجذور متضررة للنبات أو الإصابة بفيروس مثل فيروس قزم توت العليق.

## بيئة التوت الأسود

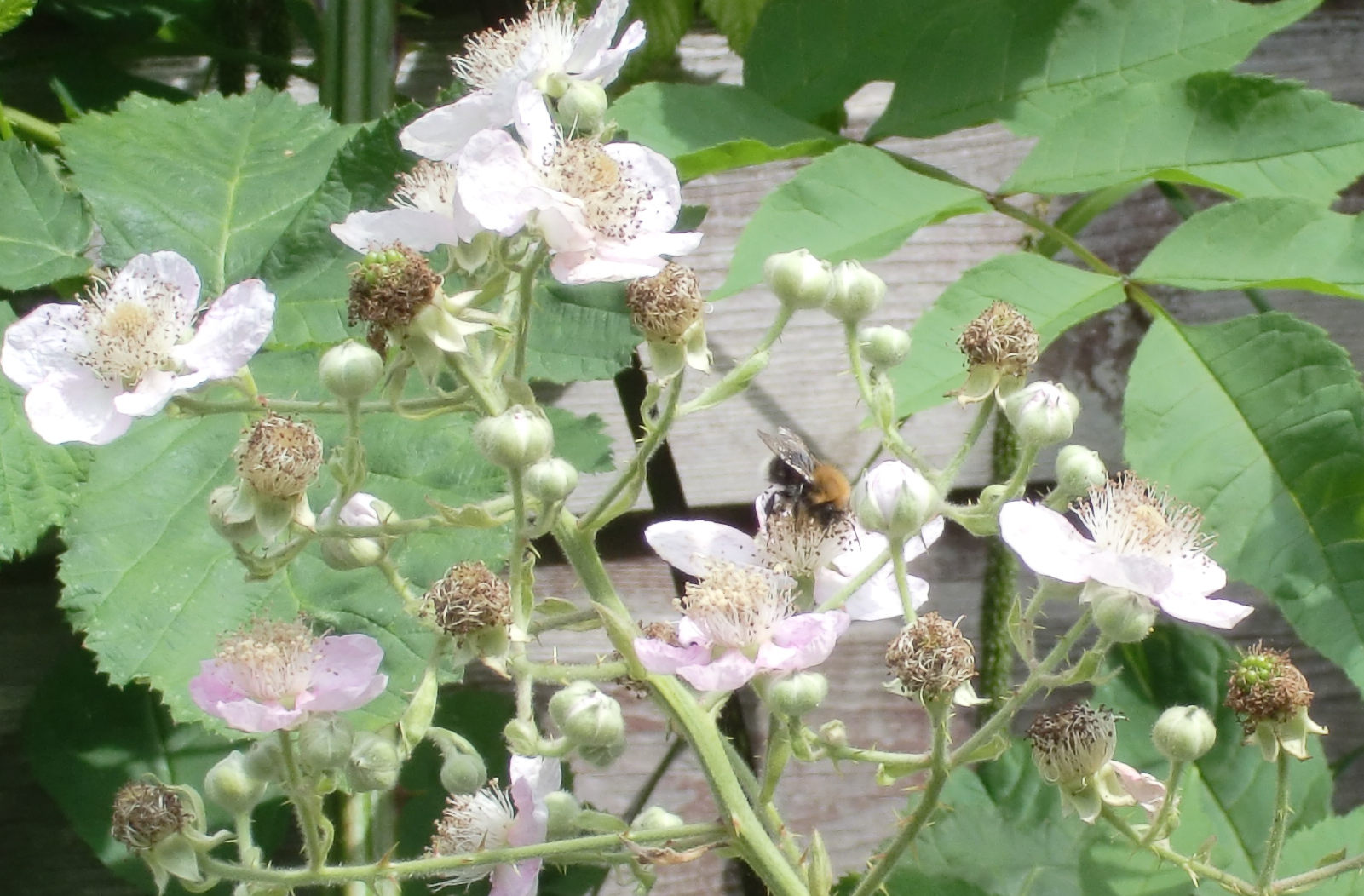
نحلة، تلقيح العليق

أوراق العليق هي غذاء لبعض اليرقات، بعض الثدييات الرعوية، وخاصة الغزلان، فهذا طعامها المفضل. وقد تم العثور على يسروع العثة المخفي (ألابونيا) تتغذى داخل براعم التوت الميت. عندما تنضج، يؤكل التوت وتنثر بذورها من قبل العديد من الثدييات، مثل الثعلب الأحمر والغرير الأوراسي، وكذلك الطيور الصغيرة.

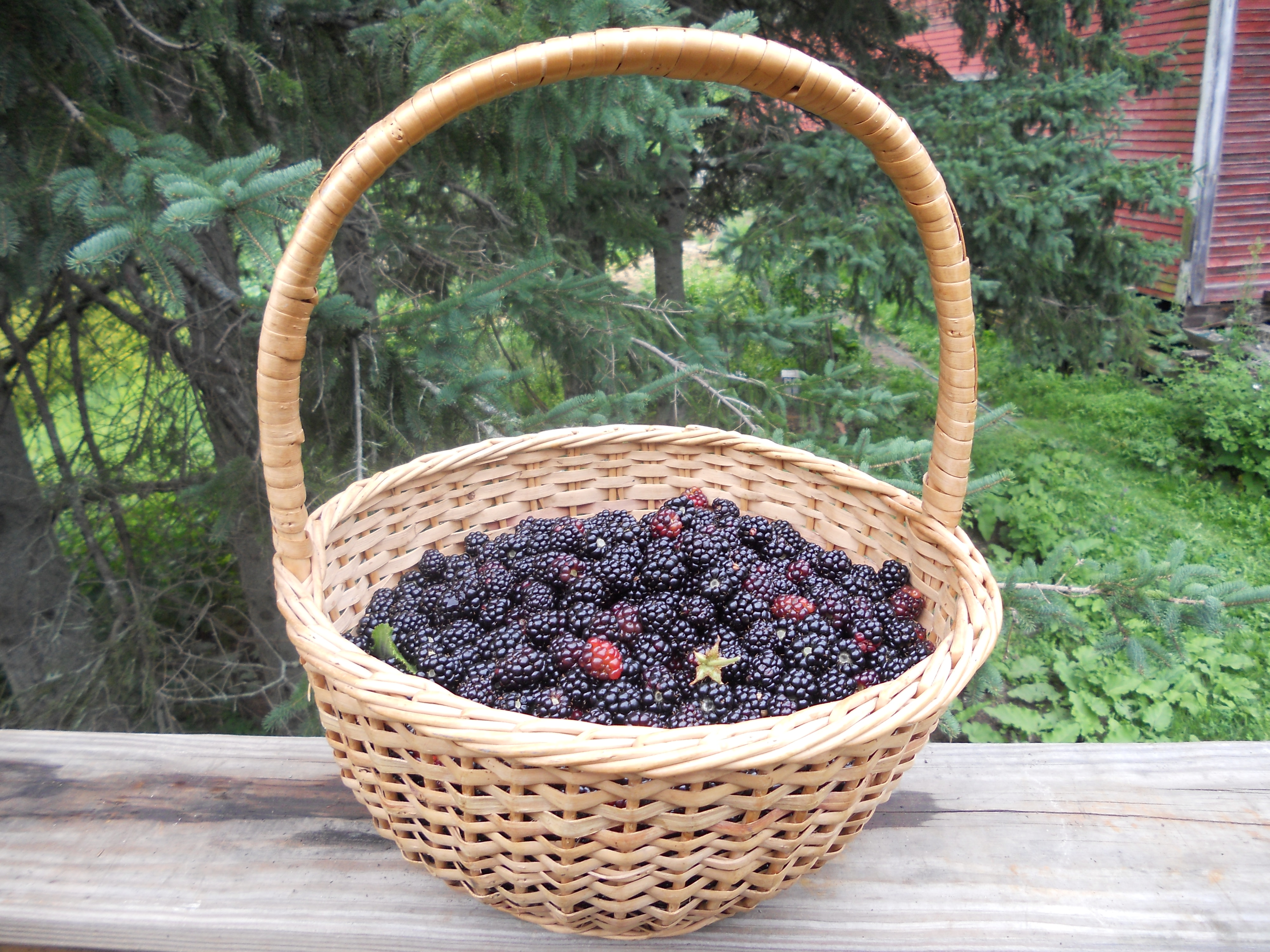
سلة من التوت الأسود البري

التوت الأسود ينمو في معظم أنحاء أوروبا. فهوعنصر مهم في بيئة العديد من البلدان، وحصاد التوت هو هواية شعبية. ومع ذلك، تعتبر هذه النباتات أيضا أعشاب، ترسل الجذور من الفروع التي تلمس الأرض، وإرسال السيقان الماصة من الجذور. في بعض أجزاء العالم التي لا تحتوي على التوت الأسود، كما هو الحال في أستراليا، وشيلي، ونيوزيلندا، وشمال غرب المحيط الهادئ لأمريكا الشمالية، فإن بعض أنواع التوت الأسود، وخاصة (Himalayan blackberry) و Rubus laciniatus، يتم تجنيسها وتعتبر من الأنواع الغازية والأعشاب الخطيرة.
ثمار التوت الأسود حمراء قبل نضجها، مما يؤدي إلى تعبير قديم يقول «التوت يكون أحمر اللون عندما يكون أخضرا».
هناك أدلة من العصر الحديدي تثبت أنه تم استهلاك التوت منذ 500,2 سنة، فمن المعقول أن نستنتج أن التوت الأسود قد أكله البشر على مدى آلاف السنين.

## الاستخدامات

### التغذية
تتميز ثمار العليق المزروعة بمحتوياتها الهامة من الألياف الغذائية وفيتامين ج وفيتامين ك (الجدول). يقدم 100 غرام من العليق الخام 43 سعرة حرارية و 5 غرامات من الألياف الغذائية أو 25٪ من القيمة اليومية الموصى بها (الجدول). في كل 100 غرام تحتوي على 25% و 19% DV، من فيتامين ج فيتامين ك على التوالي، في حين أن العناصر الغذائية الأساسية الأخرى منخفضة في المحتوى (الجدول).
 يحتوي التوت الأسود على ألياف قابلة للذوبان وغير قابلة للذوبان.

#### تكوين البذور
يحتوي التوت الأسود على العديد من البذور الكبيرة التي لا يفضلها المستهلكون دائمًا. تحتوي البذور على زيت غني بأحماض أوميغا 3 (حمض ألفا لينولينيك) ودهون أوميغا 6 (حمض اللينوليك) بالإضافة إلى البروتين والألياف الغذائية والكاروتينات واللايتانايتين وحمض الإلاجي.

### الغذاء
تشتهر الفاكهة الناعمة في الحلويات والمربى والجيلي، وفي بعض الأحيان النبيذ. يتم مزجها في كثير من الأحيان مع التفاح للفطائر. كما يستخدم العليق لإنتاج الحلوى.

### البحوث الكيميائية
يحتوي التوت الأسود على العديد من المواد الكيميائية النباتية بما في ذلك البوليفينول، الفلافونويد، الأنثوسيانين، حمض الساليسيليك، حمض الإلاجيك، والألياف. الانثوسيانين في التوت الأسود هي المسؤولة عن لونها الغامق الغني. وأحد التقارير وضع التوت في الجزء العلوي من أكثر من 1000 أغذية غنية بالبوليفينول المستهلكة في الولايات المتحدة، لكن مفهوم استهلاك الأطعمة الملونة الداكنة مثل العليق للفائدة الصحية يبقى غير متحقق علميا وغير مقبول للمطالبات الصحية على الملصقات الغذائية.

## الزراعة

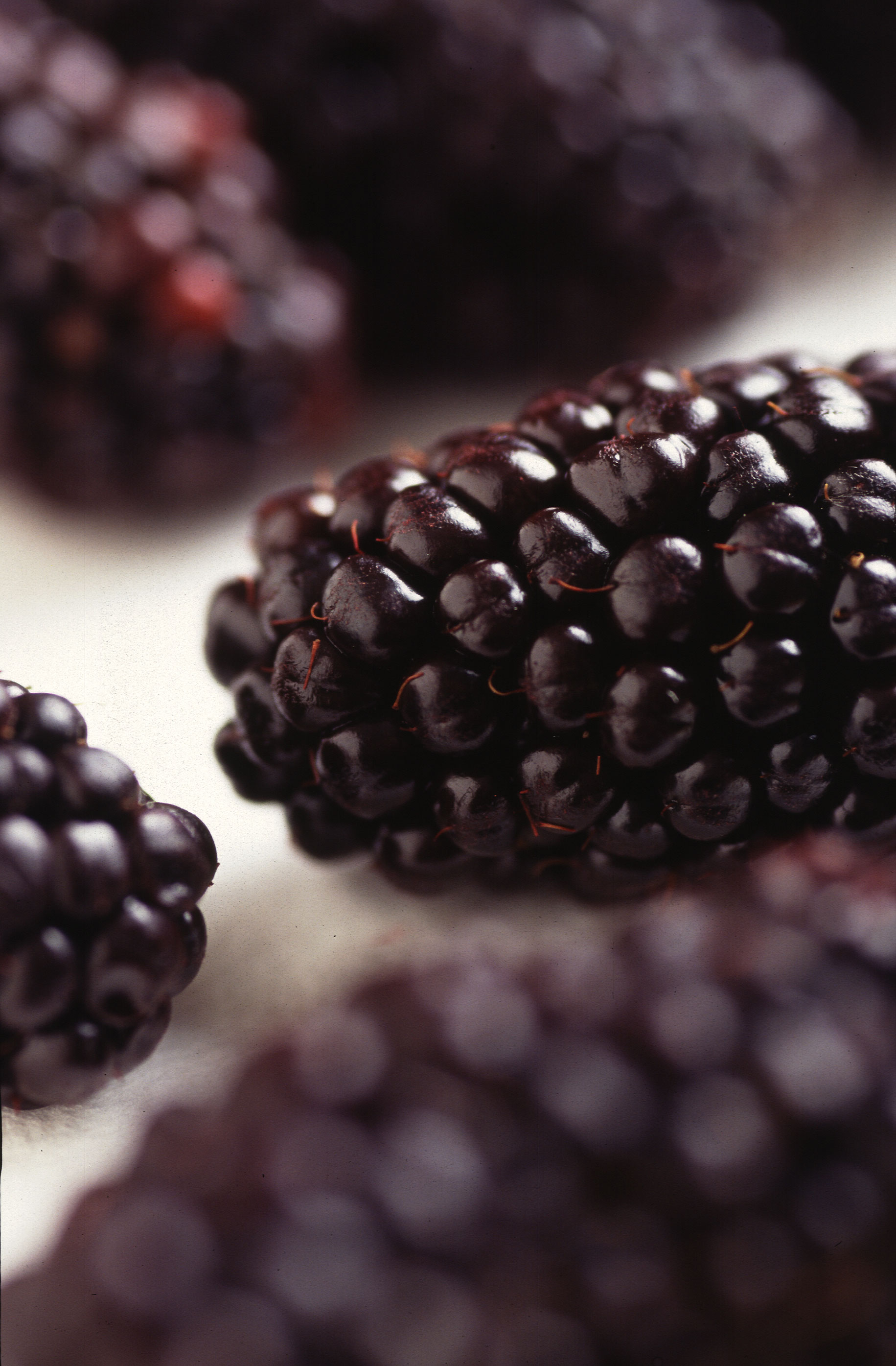

في جميع أنحاء العالم، المكسيك هي المنتج الرئيسي للتوت الأسود، وتصدره إلى الأسواق طازجة في غير موسمها في أمريكا الشمالية وأوروبا.في الولايات المتحدة، تعد ولاية أوريغون المنتج الرائد في صناعة التوت الأسود، حيث أنتجت 42.6 مليون باوند على مساحة 6180 فدان (25.0 كم مربع)، في عام 1995. و 56.1 مليون باوند على 7000 فدان (28 كم مربع) في عام 2009.
lتم اختيار العديد من الأصناف للزراعة التجارية في أوروبا والولايات المتحدة.  بما أن الأنواع المهجنة صارت تتشكل بسهولة وبكثرة، فهناك العديد من الأصناف التي تحتوي على أكثر من نوع واحد في نسجها.

### التهجين
يعتبر الماريون (الذي يتم تسويقه باسم «ماريونبيري») صنفًا هامًا تم اختياره من الشتلات من بين «شيلام» و«أولالي» (المعروف باسم «أولاليبيري»). "Olallie" في المقابل هو تقاطع بين loganberry و youngberry. "Marion" و "Chehalem" و "Olallie" هي فقط ثلاثة من العديد من أصناف التوت البري المتأخرة التي طورها برنامج تربية بلاك بيري التابع لوزارة الزراعة الأمريكية (USDA-ARS) في جامعة ولاية أوريغون في كورفاليس، أوريجو.
أحدث الأصناف التي تم إطلاقها من هذا البرنامج هي أصناف خالية من الشائعات مثل "الماس الأسود"، "اللؤلؤة السوداء"، و"السقوط" بالإضافة إلى "الأوبسيديان" و"ميتوليوس". "الماس الأسود" هو الآن الصنف الرائد الذي يزرع في شمال غرب المحيط الهادئ. بعض الأصناف الأخرى من هذا البرنامج هي "نيوبيري" و"والدو" و"سيسكيو" و"بلاك بوت" و"كوتاتا" و"باسيفيك" و"كاسكيد '.

### أنواع مطورة
طوّرت جامعة أركنساس أصناف من التوت الأسود أقل قوة من الأنواع شبه المنتظمة وتنتج عصي جديدة من الأحرف الأولى الجذرية (لذلك تنتشر تحت الأرض مثل التوت). هناك أصناف شائكة وخالية من هذا البرنامج، بما في ذلك "Navaho" و "Ouachita" و "Cherokee" و "Apache" و "Arapaho" و "Kiowa". كما أنهم مسؤولون عن تطوير ثمر العليق الأثري بريموكين مثل 'Prime-Jan' و Prime-Jim'.

### بريموكين
في التوت، تسمى هذه الأنواع «إثمار البريموكين»، أو «ثمار الثمار»، أو الأبدية. تم إصدار "Prime-Jim" و "Prime-Jan" في عام 2004 من قبل جامعة أركنساس، وهما أول صنفان من ثمر العليق بريموكين. انها تنمو مثل الكثير من الأصناف المنتشرة الأخرى المذكورة أعلاه؛ ومع ذلك، سوف تزهر العصي التي تظهر في الربيع في منتصف الصيف والفاكهة في أواخر الصيف أو الخريف. يتمتع محصول الخريف بأعلى مستويات الجودة عندما ينضج في المناخ المعتدل البارد مثل كاليفورنيا أو شمال غرب المحيط الهادئ.
[متى؟]

### الأمراض والآفات

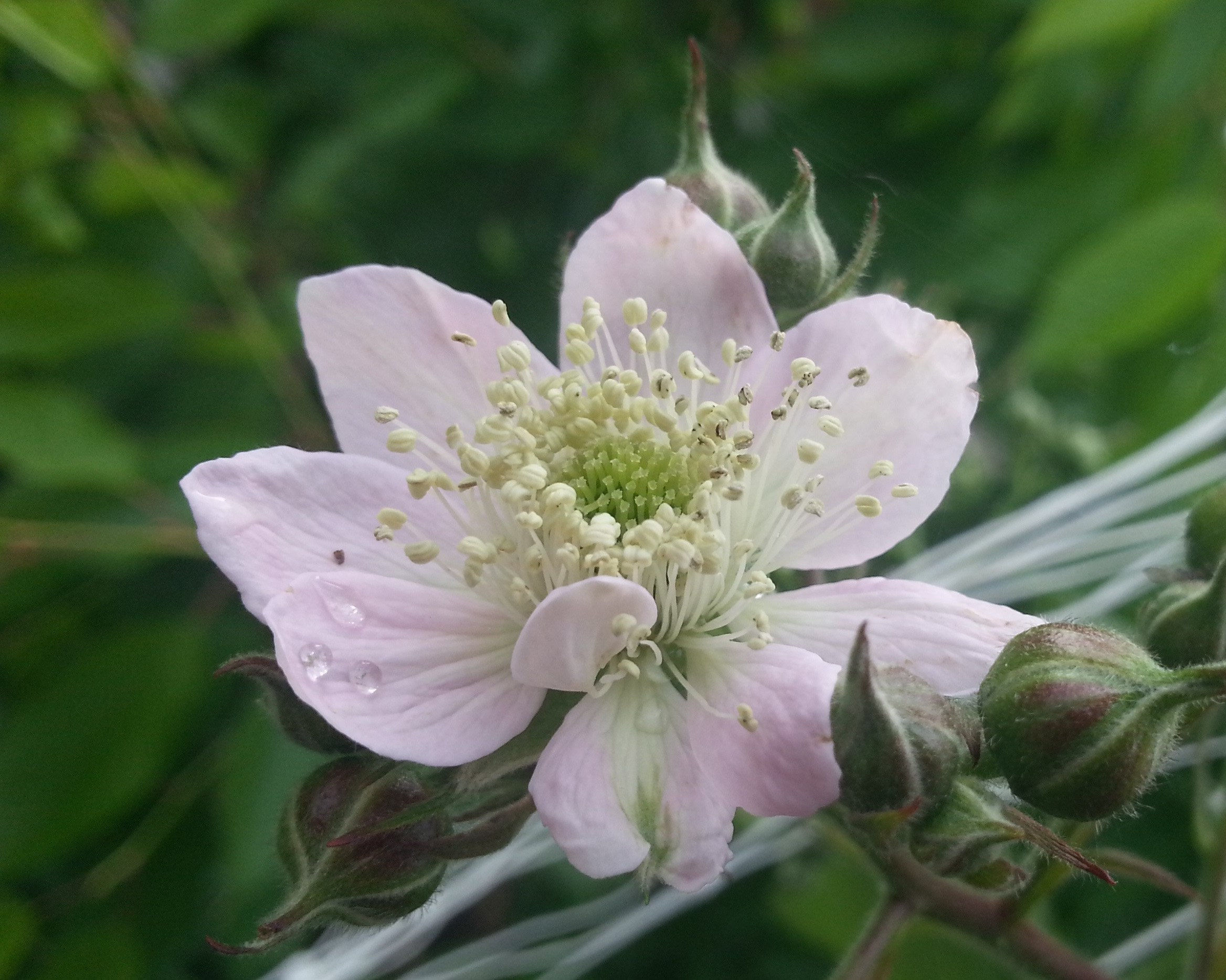
قطرات ماء المطر على زهرة التوت الأسود الوردية.

نظرًا لأن التوت الأسود ينتمي إلى نفس جنس العليق ، فإنها تشترك في نفس الأمراض بما في ذلك الأنثراكنوز. كما أنهم يتشاركون نفس العلاجات بما في ذلك خليط بوردو، وهو مزيج من الجير والماء وكبريتات النحاس. يجب أن تكون الصفوف بين نباتات التوت الأسود خالية من الأعشاب الضارة. يعتبر مزارعي الفاكهة انتقائيين عند زراعة شجيرات العليق كما قد تكون عدوى البربرية البرية مصابة بالعدوى وينصح البستانيين بشراء فقط النباتات الخالية من الأمراض المعتمدة.
إن ذبابة الجناح المرقط، الدروسوفيلا سوزوكي، هي آفة خطيرة على التوت الأسود والعليق. على عكس أقارب ذبابة الخل التي تنجذب أساسًا إلى الفاكهة المتعفنة أو المخمرة، تهاجم د. سوزوكي الفواكه الطازجة الناضجة عن طريق وضع البيض تحت الجلد الناعم. تفقس اليرقات وتنمو في الفاكهة، وتدمر القيمة التجارية للفاكهة.
آفة أخرى هي أمفوروفورا روبي، حشرة دقيقة للغاية، والتي لا تأكل فقط التوت الأسود ولكن أيضا العليق.
ومن المعروف أيضا أن Byturus tomentosus (خنفساء توت العليق) و Lampronia corticella (عثة التوت) و Anthonomus rubi (سوسة زهرة الفراولة) تصيب التوت الأسود.

## الخرافات والأساطير
تحكي الخرافة في المملكة المتحدة أنه لا ينبغي انتقاء التوت الأسود بعد عيد ميخائيلس القديمة (11 أكتوبر) حيث أن الشيطان (أو Púca) جعلهم غير قادرين على تناول الطعام عن طريق التنقل أو البصق أو التلويث عليهم. هناك بعض القيم في هذه الأسطورة حيث أن رطوبة فصل الخريف والطقس البارد غالباً ما يسمح للفاكهة بأن تصاب بنوع من العث مثل Botryotinia التي تعطي الثمرة مظهرًا غير سار وقد تكون سامة. ووفقًا لبعض التقاليد، فإن اللون الأرجواني العميق في التوت الأسود يمثل دم المسيح، وكان تاج الشوك مصنوعًا من العليق الشائك ، على الرغم من أنه تم اقتراح نباتات شائكة أخرى، مثل كراتايغوس (الزعرور) وإيفوربيا ميلي (تاج نبات الشوك)، للتاج.

## روابط خارجية
- BBC h2g2 article on Blackberries
- USDA Plants Classification Report
- From Idea to Supermarket:The Process of Berry Breeding including pictures of blackberry emasculation and pollination